# 聯合國安全理事會第59號決議
《聯合國安理會59號決議》是1948年10月20日在聯合國安全理事會第367次會議通過的。關注以色列臨時政府仍未就調停專員福克·伯納多特伯爵及觀察員安得烈·塞洛上校兩人遇刺身亡的調查進度向安理會遞交報告，因此這項決議請求以色列政府調查進度向安理會提交報告，並說明應對官員疏忽及其他影響案件因素的措施。決議還提醒各政府機關注意履行由聯合國安理會54號決議和聯合國安理會56號決議所訂立的義務。決議還要求各有關政府機關准許持證的聯合國觀察員進入職責所需的所有地方、簡化聯合國飛機的現行手續、與停戰監督人員充分合作、指示各指揮官執行調解專員的命令，以及採取確保調解人員和裝備安全的合理措施。
該決議因無異議，故由主席宣布一致通過。

## 外部連結
- 59號決議全文 （页面存档备份，存于）